# Kika Nazareth
Francisca Ramos Ribeiro Nazareth Sousa, dite Francisca Nazareth et plus communément appelée Kika Nazareth, née le 17 novembre 2002 à Lisbonne au Portugal, est une footballeuse internationale portugaise qui évolue au poste de milieu de terrain au FC Barcelone.

## Biographie

### En club

#### Benfica Lisbonne (2018-2024)
Formée dans divers clubs de la région lisboète, Kika Nazareth rejoint le Benfica en 2018, à l'âge de 15 ans et dispute ses premiers matches professionnels la même année.
En 2021, elle devient la première joueuse à être représentée par l'agent Jorge Mendes. En 2022, elle fait partie des dix finalistes pour le prix Golden Girl.

#### FC Barcelone (depuis 2024)
Après six années passées au Benfica, elle rejoint le FC Barcelone le 4 juillet 2024 où elle paraphe un contrat de 4 ans, courant jusqu'en juin 2028.

### En sélection
Kika Nazareth honore sa première sélection avec l'équipe du Portugal le 4 mars 2020 face à l'Italie en Algarve Cup, à 17 ans seulement.
En 2022, à la suite de l'exclusion de la Russie de l'Euro, le Portugal est repêché, et Kika Nazareth dispute sa première compétition internationale.
Juste avant, elle ouvre son compteur en sélection avec un doublé le 23 juin 2022 en amical contre la Grèce.
Pendant l'Euro 2025 la joueuse joue seulement 2 match et délivre une passe décisive lors du dernier match de poule contre la Belgique perdu 2-1 par le Portugal qui finit dernier de sa poule et est éliminé.

## Palmarès
Benfica Lisbonne
- Championnat du Portugal (3) :
  - Vainqueur en 2020-2021, 2021-2022 et 2022-2023
- Coupe du Portugal (0) :
  - Finaliste en 2019-2020
- Coupe de la ligue portugaise (2) :
  - Vainqueur en 2019-2020 et 2020-2021
  - Finaliste en 2021-2022
- Supercoupe du Portugal (1) :
  - Vainqueur en 2022-2023
  - Finaliste en 2021-2022
- Championnat du Portugal de deuxième division (1) :
  - Vainqueur en 2018-2019